# Singapore i olympiska sommarspelen 1968
Singapore deltog med fyra deltagare vid de olympiska sommarspelen 1968 i Mexico City. Ingen av landets deltagare erövrade någon medalj.